# Dipartimento di Zou
Il dipartimento di Zou è uno dei dodici dipartimenti del Benin, con capitale Abomey e 673 520 abitanti (stima 2006).

## Geografia antropica

### Suddivisioni amministrative
Il dipartimento è suddiviso in nove comuni:
- Abomey
- Abgangnizoun
- Bohicon
- Covè
- Djidja
- Ouinhi
- Za-Kpota
- Zangnanado
- Zogbodomey